# Anton von Petz
Le baron Anton von Petz, né le 21 janvier 1819 à Venitze en Transylvanie et mort le 7 mai 1885 à Trieste, est un officier de la kaiserliche und königliche Kriegsmarine qui fut vice-amiral et chevalier de l'ordre militaire de Marie-Thérèse.

## Biographie
Après avoir effectué ses études au collège de la Marine de Venise, il entre comme cadet dans la marine impériale en 1837. Il participe en 1840 à la campagne austro-britannico-turque contre le pacha d'Égypte, Méhémet Ali, à bord du SMS Guerriera, commandé par l'archiduc Frédéric (1821-1847). Ses états de service mentionnent les années suivantes par exemple un voyage en Angleterre en 1842 à bord du SMS Bellona en tant qu'aide-de-camp de l'archiduc Frédéric. Ensuite Anton von Petz est pendant trois ans professeur de mathématiques au collège de la Marine. Pendant le blocus de Venise en 1848, il est premier lieutenant à bord du SMS Vulcan, par la suite il commande un certain nombre de petits navires. En 1859, il est directeur de l'équipement à l'arsenal de Venise et adjoint du commandant de la marine.

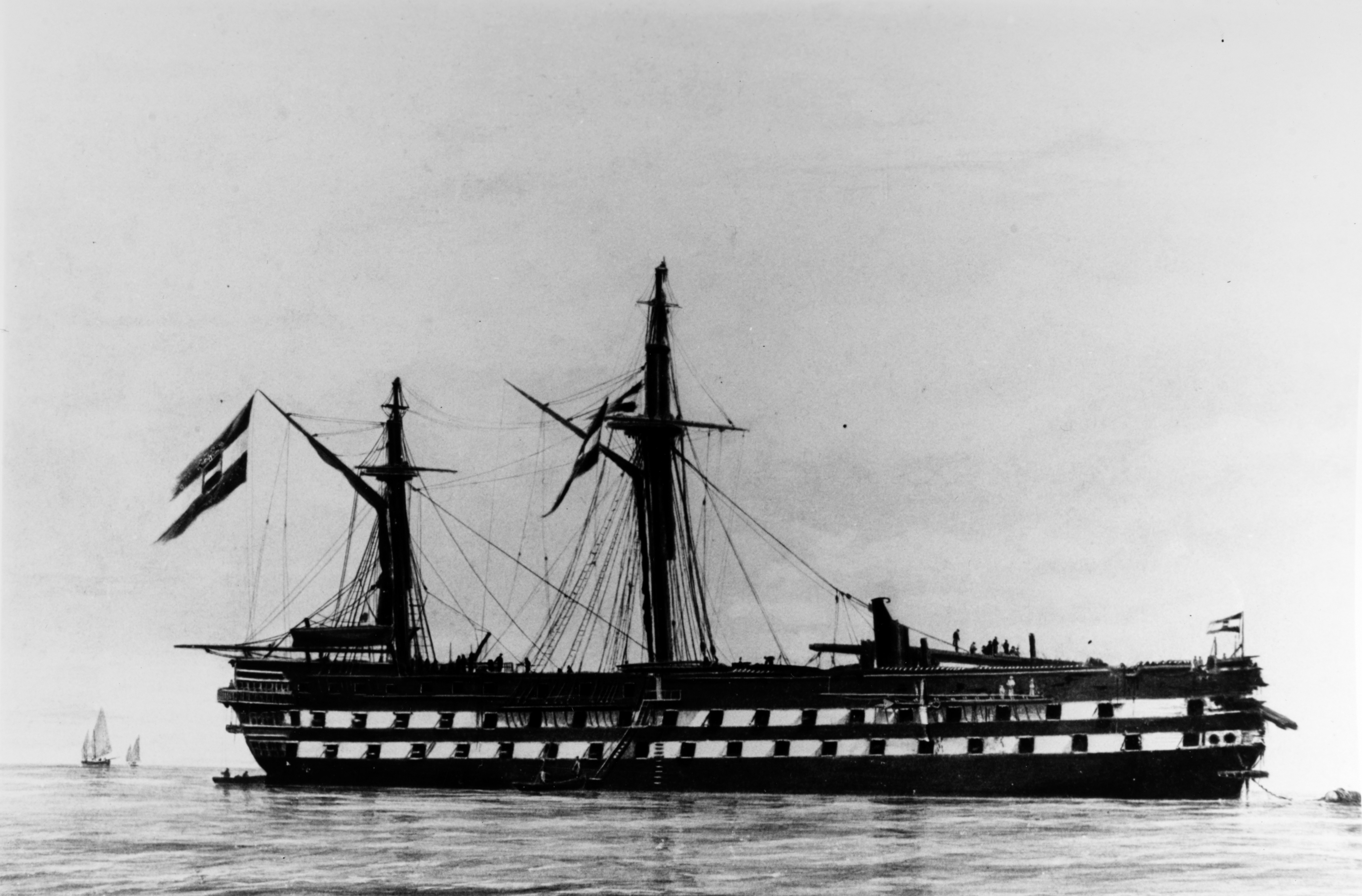
Le SMS Kaiser après la bataille de Lissa

Anton von Petz participe à la bataille de Lissa en juillet 1866 en commandant le SMS Kaiser et d'autres navires au sein de la IIe division sous les ordres de l'amiral von Tegetthoff. Les bateaux autrichiens sont en bois. Le sien arrive à vaincre un cuirassé italien, le RN Rè di Portogallo, mais subit en même temps de graves dommages et des pertes au sein de l'équipage sous le feu ennemi. Il parvient à mettre en sécurité son bateau au port de San Giorgio di Lissa. Après cette bataille, il est nommé le 29 août 1866 chevalier de l'ordre de Marie-Thérèse et élevé au grade de contre-amiral.
Du 1er octobre 1866 au 27 septembre 1867, il est commandant de l'Académie de marine de Fiume, puis adjoint de l'amiral commandant le port de Pola. L'amiral von Petz commande l'expédition de 1869, dont le but est scientifique, qui se rend en Extrême-Orient, au Siam, en Chine et au Japon, puis parcourt les côtes de l'Amérique du Sud. En plus, des traités de commerce doivent être négociés entre les différentes nations et l'Empire. L'expédition, qui comprend la frégate SMS Donau et la corvette SMS Erzherzog Friedrich, prend le départ le 16 octobre 1869 et est au retour en 1871. Au retour, le SMS Donau traverse l'océan Pacifique et le détroit de Magellan, puis l'Atlantique Sud pour retourner à Pola le 1er mars, tandis que le SMS Erzherzog Friedrich prend le chemin du retour par le canal de Suez et arrive à Pola le 26 janvier. À la suite de l'expédition Anton von Petz est nommé vice-amiral et commandant du district marin de Trieste.
Anton von Petz était marié avec Elisabeth Narychkine (née le 3 août 1822 et morte le 1er novembre 1882). Les époux sont enterrés au cimetière militaire de Trieste.

## Source
- (de) Cet article est partiellement ou en totalité issu de l’article de Wikipédia en allemand intitulé « Anton von Petz » (voir la liste des auteurs).